# Zabukovica
Zabukovica je razloženo nekdaj rudarsko naselje v Občini Žalec. Leži v podolju v skrajnem severnem delu Posavskega hribovja, južno od Žalca. Naselje sestavljajo zaselki Zabukovica ali Vas, Kurja vas, Močle, Odele, Podvine, Porence in Slovenski Dol ali Tajčental.
Vodo s tega območja odmaka potok Artišnica s pritokom Burjanovim grabnom. V okolici se vzpenjajo Bukovica (584 m) na severu, Kotečnik (772 m) na jugovzhodu, Gozdnik (1090 m) na jugu in Kamnik (856 m) na zahodu.
Posledica rudarjenja so ugreznine in zemeljski usadi ter manjše ojezeritve. Rudnik rjavega premoga je obratoval od leta 1799 do 1966, med letoma 1917 in 1964 pa je bil z ozkotirno železnico povezan z železniško postajo Žalec. V kraju je podjetje Sigma, obrat za proizvodnjo gradbenih elementov. V zgornjem delu naselja, na meji s Pongracem, stojijo upravni in proizvodni objekti Minerve, podjetja za predelavo plastike in kovin.
V Zabukovici je zasebni muzej parnih cestnih valjarjev, pod vrhom hriba Bukovice stoji dom žalskih planincev.

## NOB
V Zabukovici se je po nemški okupaciji oblikovala močna uporniška skupina. Več njenih članov se je julija 1941 vključilo v Savinjsko partizansko četo. Jeseni 1941 so v kraju ustanovili odbor OF. Z napadom na posadko obratne zaščite pri premogovniku v Zabukovici 25. avgusta 1941 so partizani Savinjske in Revirske čete opravili prvo večjo akcijo v tem kraju. Čeprav ni uspela, je močno odmevala med prebivalstvom.